# Икономика на ирокезите
Икономиката на ирокезите била базирана на комбинацията на селскостопанско производство с лова и събирането на диви храни. По-голямата част от храната идвала от земеделието. Царевицата, боба и тиквата били известни като „деохако – поддържащите живота“. Тяхното значение за ирокезите било ясно показвано по време на 6-те селскостопански празника през годината.
Ирокезите са разработили уникална икономическа система, която се характеризира с компоненти като собствеността върху общинските земи, разделението на труда между половете и търговията. Всички земи били собственост на племето, което ги разпределяло между различните кланове. Клановете от своя страна ги разпределяли между домакинствата за обработване. Обработваемата земя се разпределяла между домакинствата на всеки няколко години. Това преразпределение се контролирало от Съвета на жените на клана. Никой нямал право на собственост върху земята, но смятали, че „Творецът“ е назначил жените за нейни настойници. Жената била икономическия стълб на обществото. В нейните ръце била концентрирана повечето работа. Жените се грижели за нивите и храната, както и за дома и децата. Работата на мъжете била свързана с гората. Тяхна задача било да разчистват нови полета за ниви, да строят домове, да ловуват, за ловят риба и да защитават селото от врагове. Също така мъжете изработвали канута от брястова кора, с които пътували по реките и ловяли риба. Въпреки че не познавали грънчарското колело били добри грънчари. От металите познавали само медта. От нея изработвали инструменти и оръжия. Сдобивали се с мед от алгонкинските племена на запад срещу царевица, тютюн и вампуми. Търговската им мрежа била добре развита. Заменяли главно селскостопанска продукция за кожи с племената на север и за вампуми с племената на изток.
С пристигането на европейците се създава допълнителна възможност за разширяване на търговията, но това и донесло значителни промени в икономиката им. Ирокезите стават твърде зависими от европейските стоки и за да се сдобиват с тях се нуждаели от огромни количества кожи. За кратко време те се превръщат от уседнали земеделци в ловци и търговци. След Американската революция американците принуждават племената да се заселят в резервати. Земята в резерватите била много малко за земеделие и хората постепенно се адаптирали към икономиката на белите. В много от резерватите бил развит успешен хазартен бизнес, другаде наблегнали на производството на дървесина и цигари, както и на туризъм и търговия.